# Championnat de Jordanie de football 2018-2019
Navigation
Saison précédente Saison suivante
La saison 2018-2019 du Championnat de Jordanie de football est la soixante-dixième édition du championnat de première division en Jordanie. La compétition est disputée sous forme de poule unique où les douze meilleurs clubs du pays s'affrontent deux fois au cours de la saison, à domicile et à l'extérieur. En fin de saison, les deux derniers du classement sont relégués et remplacés par les deux meilleurs clubs de deuxième division.
C'est Al-Faisaly Club qui est sacré cette saison après avoir terminé en tête du classement final. Il s'agit du 34e titre de champion de Jordanie de l'histoire du club.

## Les clubs participants
- Al-Weehdat Club
- Al-Faisaly Club
- Al-Jazira Amman
- That Ras
- Al Buqa'a
- Al Hussein Irbid
- Al Ramtha Sports Club
- Shabab Al-Aqaba
- Shabab Al-Ordon Club
- Al-Salt – Promu de D2
- Al-Sareeh - promu de D2
- Al-Ahli Amman

## Compétition
Le barème utilisé pour établir le classement est le suivant :
- Victoire : 3 points
- Match nul : 1 point
- Défaite : 0 point

### Classement
| Rang | Équipe                | Pts | J  | G  | N | P  | Bp | Bc | Diff |
| ---- | --------------------- | --- | -- | -- | - | -- | -- | -- | ---- |
| 1    | Al-Faisaly Club C     | 50  | 22 | 15 | 5 | 2  | 39 | 15 | +24  |
| 2    | Al-Jazira Amman       | 49  | 22 | 15 | 4 | 3  | 41 | 15 | +26  |
| 3    | Al-Weehdat ClubT      | 43  | 22 | 13 | 4 | 5  | 36 | 16 | +20  |
| 4    | Shabab Al-Ordon Club  | 39  | 22 | 11 | 6 | 5  | 30 | 21 | +9   |
| 5    | Al-Salt P             | 33  | 22 | 8  | 9 | 5  | 23 | 21 | +2   |
| 6    | Shabab Al-Aqaba       | 27  | 22 | 7  | 6 | 9  | 27 | 28 | -1   |
| 7    | Al-Sareeh P           | 26  | 22 | 7  | 5 | 10 | 17 | 29 | -12  |
| 8    | Al Ramtha Sports Club | 23  | 22 | 6  | 5 | 11 | 26 | 30 | -4   |
| 9    | Al Hussein Irbid      | 23  | 22 | 7  | 2 | 13 | 22 | 38 | -16  |
| 10   | Al-Ahli Amman         | 22  | 22 | 6  | 4 | 12 | 16 | 31 | -15  |
| 11   | Al Buqa'a             | 21  | 22 | 5  | 6 | 11 | 24 | 30 | -6   |
| 12   | That Ras              | 9   | 22 | 1  | 6 | 15 | 12 | 39 | -27  |

|  | Qualification pour la Ligue des champions de l'AFC 2020                                  |
|  | Qualification pour la Coupe de l'AFC 2020                                                |
|  | Relégation directe en deuxième division                                                  |
|  | T : Tenant du titre C : Vainqueur de la Coupe de Jordanie P : Promu de deuxième division |

## Bilan de la saison
| Championnat de Jordanie de football 2018-2019         |                             |
| Champion                                              | Al-Faisaly Club (34e titre) |
| Coupes et trophées                                    |                             |
| Vainqueur de la Coupe de Jordanie 2018-2019           | Al-Faisaly Club             |
| Qualifications continentales                          |                             |
| Ligue des champions de l'AFC 2020 (tour préliminaire) | Al-Faisaly Club             |
| Coupe de l'AFC 2020                                   | Al-Jazira Amman             |
| Promotions et relégations                             |                             |
| Promus en Jordan League                               | Sahab                       |
| Promus en Jordan League                               | FC Maan                     |
| Relégués en First Division                            | Al Buqa'a                   |
| Relégués en First Division                            | That Ras                    |